# The Spinners

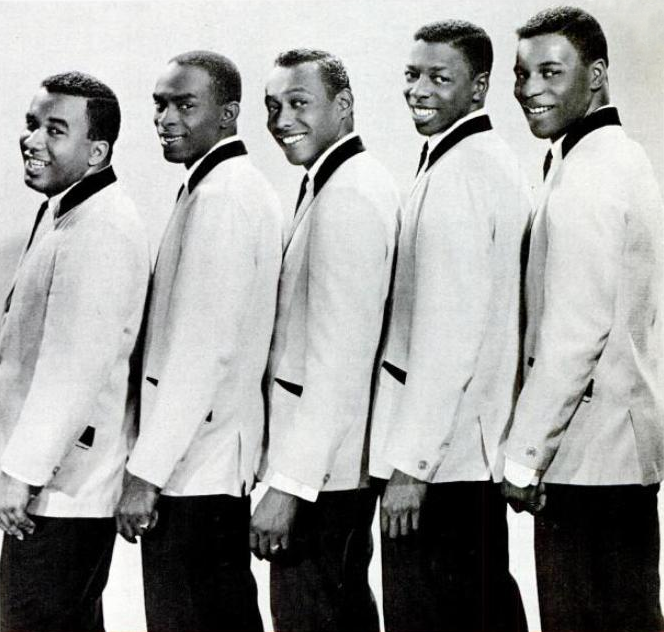
The Spinners 1965.

The Spinners, soul/discogrupp bildad 1961 i Detroit, Michigan, USA. I Storbritannien var de kända under namnet Detroit Spinners för att undvika förväxling med en brittisk folkmusikgrupp. De har inte haft så stor kommersiell framgång sedan 1980-talet, men har fortsatt uppträda live sedan dess.
Gruppen slog igenom i början på 1970-talet efter ett par år med mindre framgångar på skivbolaget Motown. De hade då bytt bolag till Atlantic Records. De hade en första hit 1970 med "It's a Shame" och slog igenom på allvar 1972 med låtarna "I'll Be Around" och "How Could I Let You Get Away". Resten av 1970-talet var "hittäta" år för gruppen. 1974 nådde de Billboardlistans första plats tillsammans med Dionne Warwick med låten "Then Came You", och 1980 toppade de den brittiska singellistan med medleyt "Working My Way Back to You/Forgive Me, Girl". Populariteten höll i sig fram till mitten av 1980-talet. Under de framgångsrika åren på 1970-talets första hälft var Philippé Wynne gruppens frontsångare. Han ersattes 1977 av John Edwards.
Henry Fambrough, den siste av originalmedlemmarna, slutade i gruppen 2023.